# Каннер, Григорий Иосифович

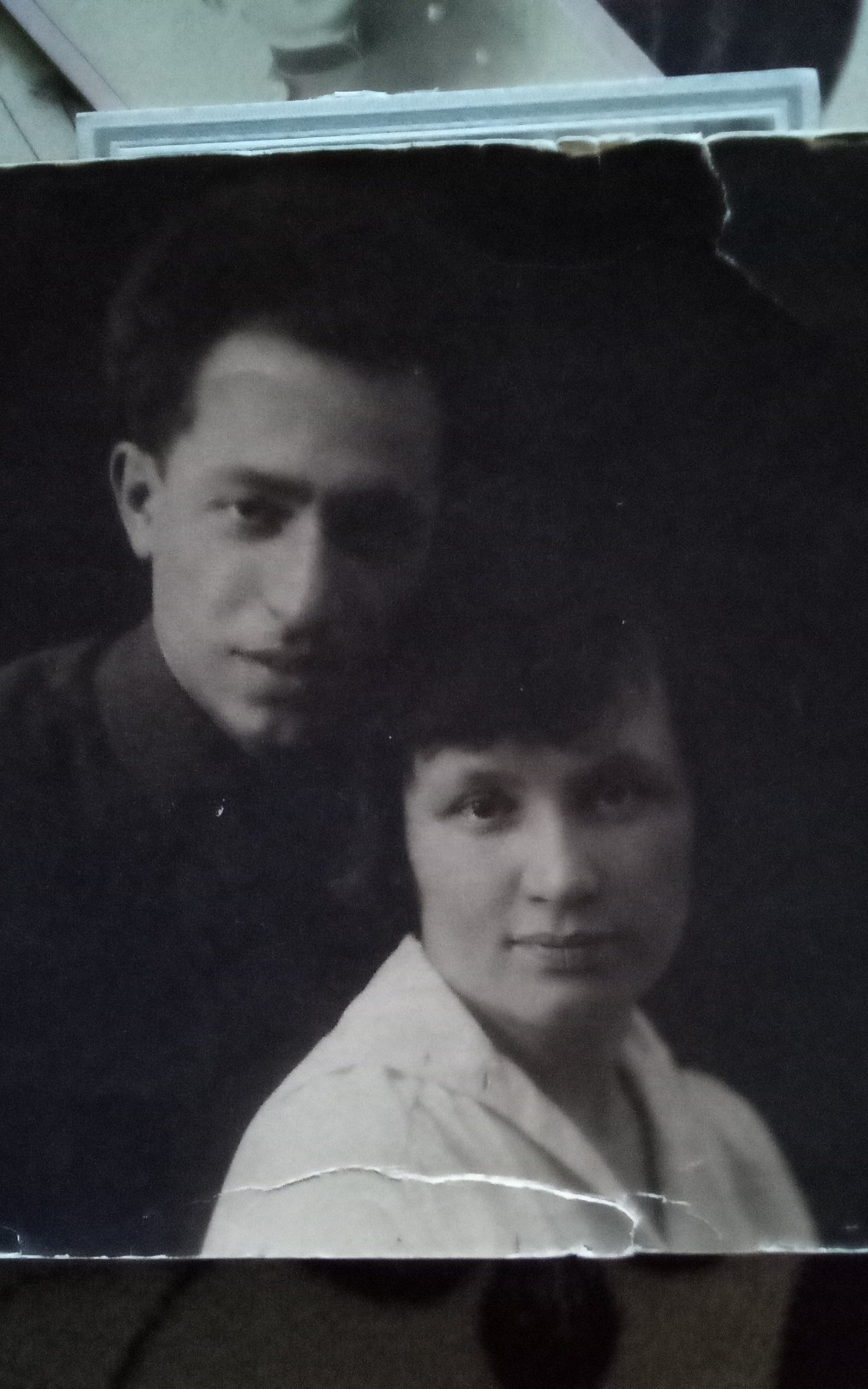
Фото из семейного архива

Григо́рий Ио́сифович (О́сипович) Ка́ннер (1897, г. Дисна, Виленская губерния — 22 августа 1938, Бутово-Коммунарка, Москва) — помощник Сталина в ранний период существования Секретариата ЦК РКП(б).

## Биография
Родился в еврейской семье. Член ВКП(б).
Каннер нередко упоминается в воспоминаниях Бориса Бажанова, бежавшего на Запад бывшего сотрудника Секретариата ЦК РКП(б), как один из наиболее доверенных сотрудников Сталина в начале 1920-х годов — был его секретарём по тяжёлой промышленности. Окончил Промакадемию.
Каннера обвиняли в исполнении наиболее щекотливых поручений, например, в убийстве Э. М. Склянского, заместителя Л. Д. Троцкого по РВС.
В конце 1920-х стал терять влияние, назначался на всё более низкие должности. Последняя занимаемая должность — заместитель начальника Главного управления металлургической промышленности НКТП СССР.
Арестован 26 мая 1937 года. Военной коллегией Верховного Суда СССР 22 августа 1938 года по обвинению в участии в контрреволюционной террористической организации приговорён к высшей мере наказания. Расстрелян 22 августа 1938 года на полигоне Бутово-Коммунарка.
Реабилитирован 9 июня 1956 года.

## Адреса
В Москве: Борисоглебский пер., д.12, кв.33.